# Browallieae
Browallieae es una tribu de plantas de la familia de las solanáceas (Solanaceae). Comprende los siguientes géneros.

## Géneros
- - Browallia L. (1754), género con 6 especies distribuidas en los neotrópicos hasta Arizona, en Estados Unidos.
  - Streptosolen Miers (1850), género monotípico nativo de Los Andes.